# 문명 온라인
《문명 온라인》(Civilization Online)은 엑스엘게임즈에서 만든 게임이다. 선택 가능한 문명은 로마, 이집트, 중국, 아즈텍이 있다. 2016년 12월 7일자로 현재 서비스가 종료되었다.